# Johann Haller (Drucker)
Johann Haller (* 1463 in Rothenburg ob der Tauber; † 1525) gilt als einer der Begründer des Buchdrucks in Polen bzw. in der damaligen Hauptstadt Krakau. Von ihm stammt die Krakauer Familie Haller ab.

## Leben

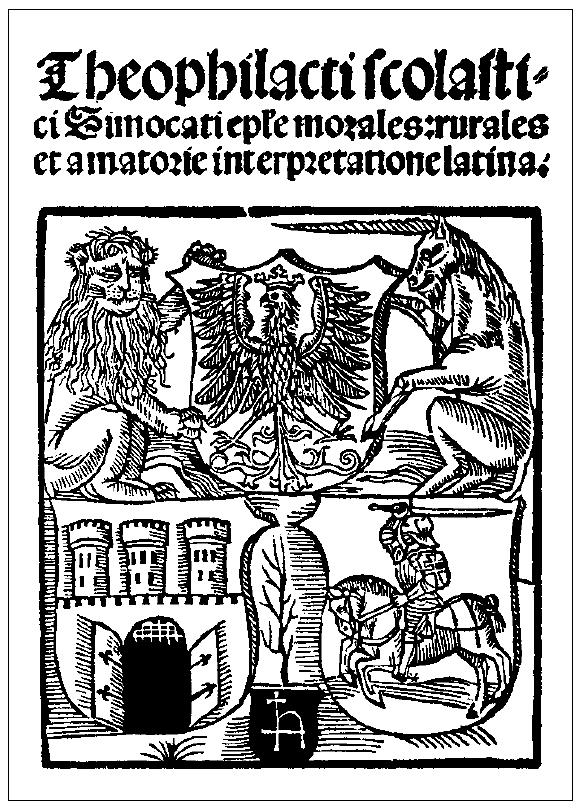

Nach seinem Studium an der Krakauer Akademie handelte Johann Haller zunächst mit Wein, Kupfer und Zinn. Haller war mit Barbara Kunosch, der Tochter eines reichen Krakauer Kürschners verheiratet. Gegen Ende des 15. Jahrhunderts begann Haller sich als Verleger von Druckwerken zu betätigen. Seine ersten Druckerzeugnisse waren Messbücher, es folgten Breviere für Geistliche. Haller erwarb 1505 vom König monopolartige Druckprivilegien für sechs Diözesen, wodurch er sich vor Konkurrenz schützte. Haller dehnte sein Geschäft bald auf wissenschaftliche Bücher wie Schriften über Astronomie, Mathematik, Philosophie und Jura und auf den Druck königlicher und kirchlicher Statuten aus.
Im Jahr 1509 veröffentlichte Nikolaus Kopernikus mit Unterstützung von Laurentius Corvinus (Lorenz Rabe) bei ihm seine lateinische Übersetzung der griechischen Episteln von Theophylactus Simocatta.
Bis heute haben sich etwa 250 Bücher aus seiner Werkstatt erhalten. Die meisten sind lateinische Texte, aber Haller gilt auch als der Erste, der polnischsprachige Texte – Ausdrücke, Sätze und die vollständige damalige Nationalhymne („Gottesmutter-Jungfrau, gottgelobte Maria“, die vom polnisch-litauischen Heer vor der Schlacht bei Tannenberg (1410) gesungen wurde) – in lateinische Bücher einflocht und kann demzufolge als einer der Vorreiter des polnischsprachigen Buches gelten.
Als sein Meisterwerk gilt das erste, bebilderte Buch, das Haller herausgab. Es enthielt 354 Blätter mit Holzschnitten. Haller hat insgesamt 3.530 Druckbogen hergestellt.
Nach einer Nachricht von Jan Daniel Janocki, Bibliothekar der Załuski-Bibliothek  war er vermutlich auch Bürgermeister der Stadt Krakau.